# Andreas Zindler
Andreas Zindler (* 7. Januar 1965) ist ein ehemaliger deutscher Fußballspieler.

## Sportlicher Werdegang
Zindler entstammt der Jugend des TSV Havelse. Mit dem Klub machte er im September 1984 in der ersten Runde des DFB-Pokalwettbewerbs 1984/85 auf sich aufmerksam, als der Bundesligist VfL Bochum trotz zweimaliger Führung des Favoriten mit einem 2:2-Unentschieden in ein Wiederholungsspiel gezwungen wurde, dass der Erstligist insbesondere durch Dreierpacker Stefan Kuntz mit 4:0 im heimischen Ruhrstadion gewann. Unterdessen spielte er mit dem Nord-Oberligisten vornehmlich gegen den Viertligaabstieg, erst nachdem Volker Finke 1986 übernahm, rückte der Klub in der Tabelle nach vorne und qualifizierte sich als Nord-Oberligameister 1989 für die Aufstiegsrunde zur 2. Bundesliga. Dem 2:0-Erfolg über den Berliner Vertreter Reinickendorfer Füchse folgten jedoch nur noch jeweils ein Remis im Heimspiel gegen den MSV Duisburg bzw. Preußen Münster, mit nur vier Pluspunkten wurden die Norddeutschen Letzter ihrer Gruppe – Zindler hatte dabei lediglich in den beiden Duellen mit dem Klub aus Münster mitgewirkt. Als Vizemeister hinter dem VfB Oldenburg reichte es in der folgenden Spielzeit erneut zur Teilnahme an der Aufstiegsrunde, die nach nur einer Niederlage – eine 1:5-Klatsche gegen die Oldenburger zum Auftakt – erfolgreicher und punktgleich mit dem Oberliga-Nord-Konkurrenten als Tabellenzweiter mit dem Zweitligaaufstieg verbunden war. Wie in der Aufstiegsrunde, als er in allen acht Spielen in der Startformation gestanden hatte, war er auch in der 2. Bundesliga Stammspieler und bestritt 31 der 38 Zweitligaspiele des Klubs, der am Ende der Spielzeit 1990/91 jedoch direkt wieder abstieg. Als Tabellendritter hinter dem VfL Wolfsburg und den nicht aufstiegsberechtigten Amateuren von Werder Bremen qualifizierte er sich erneut für die Aufstiegsrunde. Der direkte Wiederaufstieg wurde unter Trainer Jürgen Stoffregen in den Duellen mit den Zweitligisten TSV 1860 München und Fortuna Köln mit jeweils einem Remis und einer Niederlage verpasst. 
Zindler spielte später für den Goslarer SC 08 in der fünftklassigen Verbandsliga Niedersachsen sowie in der Spielzeit 1996/97 für eine Saison für den Aufsteiger 1. SC Göttingen 05 in der drittklassigen Regionalliga.